# Xylocopa coronata
Xylocopa coronata là một loài Hymenoptera trong họ Apidae. Loài này được Smith mô tả khoa học năm 1861.